# Scytalopus parvirostris
El churrín trinador o tapaculo trinador (Scytalopus parvirostris), es una especie de ave paseriforme perteneciente al numeroso género Scytalopus de la familia Rhinocryptidae. Es endémico de los Andes de Perú y Bolivia.

## Distribución y hábitat
Se distribuye por los Andes desde el noroeste de Perú (Amazonas al sur y este del río Marañón), hacia el sur hasta el centro este de Bolivia (Santa Cruz).
Es bastante común en el sotobosque de bosques montanos de la pendiente oriental de los Andes, principalmente entre los 1800 y los 2500 m s. n. m. de altitud en Perú, y hasta 3200 m en Bolivia.

## Taxonomía
Es monotípica. La presente especie ya fue considerada una subespecie de Scytalopus unicolor, pero difieren en la vocalización.